# Sejnane
Sejnane, scritto anche Sejnane o Sejnène, è una città della Tunisia settentrionale a 100 chilometri a nord-ovest di Tunisi.
Appartenente al governatorato di Biserta, costituisce una municipalità di 4 737 abitanti.
È centro di produzione di ceramica artigianale che, realizzata esclusivamente dalle donne, riprende motivi della tradizione berbera risalenti a un'epoca molto antica. Si tratta di motivi simmetrici e convergenti, spesso figurativi, tracciati in rosso e in nero. Queste ceramiche sono prodotte per gli usi di casa, destinate alla cottura e alla conservazione degli alimenti, e contrariamente alla ceramica artistica di Nabeul non sono ancora state oggetto di sfruttamento a fini turistici e industriali. La bellezza delle forme e delle decorazioni e l'importanza per l'economia locale e il mantenimento di un ruolo sociale importante per le donne impegnate in questa lavorazione ha tuttavia attirato l'attenzione di artisti e antropologi, che hanno resa nota a livello internazionale questo tipo di produzione.
Sejnane è nota anche tra i birdwatchers per la presenza di folte colonie di cicogne.
La cooperazione tecnica tedesca ha realizzato, negli  1980 e 1990, una fattoria sperimentale per la preservazione delle zone umide circostanti.